# Chinese opera
Chinese opera is de verzamelnaam van alle traditionele opera's in China. In de Chinese opera zijn tekst, muziek, dans, zang, jongleren en vechtkunst belangrijk. De opera's verschillen door hun kostuums, dialect en het belang tussen tekst, muziek, dans, zang, jongleren en vechtkunst.
Op de televisie en radio in Volksrepubliek China, Taiwan, Macau en Hongkong kan men Chinese opera zien of horen. CCTV-11 is een aparte televisiezender van China Central Television waarop alleen Chinese opera te zien is.

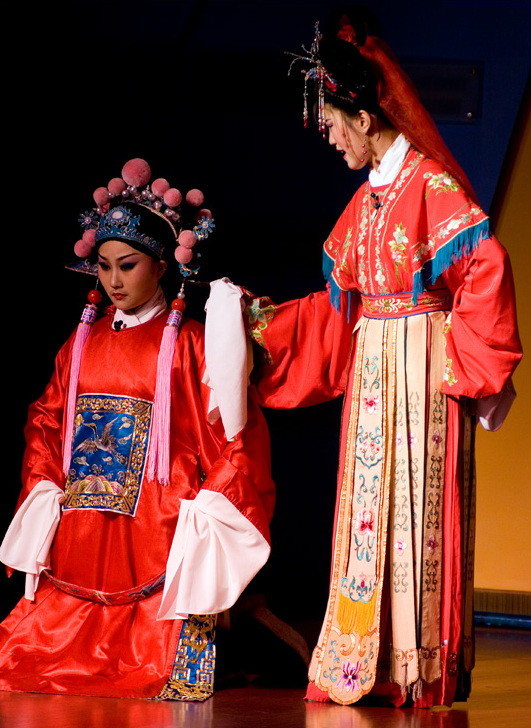
Opvoering van Huangmei-opera in Shanghai

## Opera's in bepaalde dynastieën
Eerste opera's:
- Nuoxi-opera 儺戲
- Wuxi-opera 巫戲

Han-dynastie
- Baixi 百戲

Noordelijke en Zuidelijke dynastieën
- Daimian 代面
- Tayaoniang 踏搖娘
- Botou 缽頭
- Canjunxi 參軍戲
- Fankuaipaijunlan 樊噲排君難

Tang-dynastie
- Mulian-opera 目蓮戲

Song-dynastie
- Zajue 雜劇
- Chuanzajue 川雜劇
- Yongjiazajue 永嘉雜劇
- Canjun-opera 參軍戲
- Beifansanle 北方散樂

Jin-dynastie
- Yuanben 院本
- Beiquzajue 北曲雜劇
- Zajue 雜劇

Liao-dynastie en Yuan-dynastie
- Zuidelijke opera 南戲
- Zajue 雜劇

Ming-dynastie en Qing-dynastie
- Zuanqi 傳奇

## Vijf grootste opera's in China

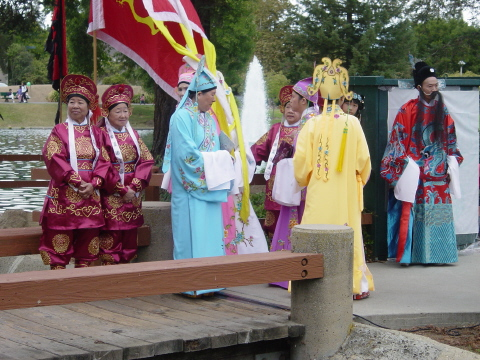
Chinese opera-acteurs

- Jing-opera 京劇
- Ping-opera 評劇
- Yu-opera 豫劇
- Zhejiangnese Yue-opera 越劇
- Huangmei-opera 黃梅戲

## Opera's per provincie/stadsprovincie
- Peking: Jing-opera (Ping-opera) 京劇(平劇), Beijingquxi-opera 北京曲劇
- Hebei: Hebeibangzi 河北梆子, Ping-opera 評劇, Sixian 絲弦, Tang-opera 唐劇
- Henan: Yu-opera (Henanbangzi) 豫劇(河南梆子), Henan-opera 河南曲劇, Yuetiao 越調, Sipingtiao 四平調, Dapingtiao 大平調, Erjiaxian 二夾弦, Daoqing 道情, Liuqintiao 柳琴調, Luoquan-opera 羅卷戲(鄧州), Wanbangqiang (Nanyang) 宛邦腔(南陽), Huaibangqiang 淮邦腔, Zhui-opera 墜劇
- Shandong: Lü-opera呂劇, Dunqiang 鈍腔
- Shanxi: Jin-opera (Shanxibangzi) 晉劇(山西梆子), Pu-opera (Puzhoubangzi) 蒲劇(蒲州梆子), Zhonglubangzi 中路梆子, Beilubangzi 北路梆子, Shangdangbangzi 上黨梆子
- Shaanxi: Qinqiang (Shaanxibangzi) 秦腔(陝西梆子), Tongzhoubangzi 銅川梆子, Meihu-opera 眉戶劇
- Gansu: Long-opera 隴劇
- Heilongjiang: Longjiang-opera 龍江戲
- Jilin: Ji-opera 吉劇
- Liaoning: Liaonan-opera 遼南戲
- Hubei: Han-opera 漢劇
- Anhui: Hui-opera 徽劇, Fengyanghuagu 鳳陽花鼓, Huangmei-opera 黃梅戲, Lu-opera 廬劇
- Hunan: Xiang-opera 湘劇, Huaguxi 花鼓戲
- Jiangxi: Gan-opera 贛劇, Caicha-opera 採茶戲
- Shanghai: Hu-opera 滬劇
- Zhejiang: Wu-opera 婺劇, Zhejiangnese Yue-opera 越劇
- Jiangsu: Kun-opera 昆劇/昆曲, Huai-opera 淮劇, Xi-opera (Wuxi) 錫劇(無錫)
- Sichuan: Chuan-opera 川劇, Xie-opera 諧劇
- Yunnan: Nuo-opera 儺戲
- Guangdong: Kantonese Yue-opera 粵劇, Chao-opera 潮劇
- Guangxi: Gui-opera 桂劇, Caitiao-opera 彩調劇
- Fujian: Gaojia-opera 高甲戲, Xiang-opera (Gezai-opera) 薌劇(歌仔戲), Piying-opera 皮影戲, Kuilei-opera 傀儡戲, Huadeng-opera 花燈戲, Min-opera 閩劇, Shumin-opera 庶民戲
- Taiwan: Gezai-opera 歌仔戲, Liyuan-opera 梨園戲, Luandan-opera 亂彈戲, Caicha-opera 採茶戲, Budai-opera 布袋戲, Beiguan-opera 北管戲

## Overige opera's
- Anhuihuagu-opera 安徽花鼓戲
- Hunanhuagu-opera 湖南花鼓戲